# نيتيبوم نفراتنا

## عن حياته ومجال العمل
نيتيبوم نفراتنا هو سياسي تايلندي وكاتب عمود في صحيفه يوميه تايلنديه. 
ولد في مقاطعه ترات في 5 حزيران من عام 1960, ونشأ وتربى في مقاطعه جانتي بوري التي تقع على الجانب الشرقي من تايلاند على الحدود مع كمبوديا. تنحدر سلاله اجداده من رجل من الهند وامرأه من الصين، حيث ان جدته الأولى كانت امرأه صينيه الاصل لقبها، لي. كان اسمه عند الولادة بونجوي يوبروم،

## ولاحقاً غير أسمه ليكون، نيتيبوم يوبروم.
```
ثم قام بتغير لقبه إلى نفراتنا، نسبه إلى ابيه بالتبني، (موم راجاونغ جاو نافراتنا), ابن الأمير* بالتايلندية (موم جاو), نوبمان نفراتنا، محافظ مقاطعه جانتي بوري بعد انتهاء الاحتلال الفرنسي للمقاطعة.
```

درس نيتيبوم في عده مدارس اولها كان مدرسه وات سنغ لانغ (Wat Sueng Lang School),
```
البوذيه في مقاطعه كلونغ، وكذلك مدرسه ساهاروتاي الكاثولكيه،(Sriharuthai Catholic School) 
```

ومدرسه كلونغ راجدابسك (Khlung Ratchadapisek School) بعد ذلك انتقل إلى مدرسه ترات تراكانكون (Trattrakankhun School)
```
في مقاطعه ترات، ومن ى ثم انتقل إلى مدرسه بين جاماراجوتيس (Benchamarachuthit School) في مقاطعه جانتي بوري.
```

كان نيتيبوم ضمن طلاب مؤسسه التبادل الطلابي للشباب في ثانويه سان اراناند (St. Arnaud High School) (المعروفة حالياً ب جامعه سان اراناند الثانوية),
```
الواقعة في فكتوريا، أستراليا. في نفس الوقت تم قبوله كطالب في مدرسه الضباط العسكريين بورت سي (Portsea Officer Cadet School), 
```

حيت يتطلب من كل طالب أجنبي الحصول على دوره توجيهيه من قبل قاعده القوات الجوية الملكية الاستراليه
```
(Royal Australian Air Force Base at Point Cook, Victoria) في فكتوريا، وعلى اثر اتهام نيتيبوم من قبل شخص تايلندي بالعمل بالنشاط السياسي في تايلند انذاك، فتم ابعاده عن الدورة التوجيهية واعادته إلى تايلاند.
```

حصل نيتيبوم على شهاده البكالوريوس من جامعه رمكمهانغ (Ramkhamhaeng University)
```
في بانكوك قسم العلاقات الدولية، فرع العلوم الساسيه. وشهاده الماجستير بالاداره العامة من جامعه تاماسات (Thammasat University),
وشهاده الدكتوراه بالتأريخ من جامعه موسكو (Moscow State University), روسيا.
```

عند عوده نيتيبوم من أستراليا في عام 1982 (في عمر 22 عاماً), أنشأ مدرسه خاصه تحت اسم (Balance Tutor Moo) 
أحد أشهر المدارس الخاصة في وقتها، حيث التحق بدوراتها بين عام 1982-2012 أكثر من 100,000 الف طالب. 
نيتيبوم يشغل ايضاً منصب مدير الدراسات الآسيوية والأفريقية في جامعه اسمبشن الدولية التايلنديه 
(Assumption University) لأكثر من 15 سنه.
نيتيبوم كاتب عمود يومي في صحيفه راث التايلنديه (Thai Rath Daily Newspaper),
```
بمعدل عمودين يومياً من الاثنين إلى الجمعة. تعتبر صحيفه راث من أشهر الصحف اليومية في تايلاند، حيث تبلغ عدد النسخ الصادره عنها يومياً 1.4 مليون نسخه.
```

وهو ايضاً مالك ومقدم البرنامج الوثائقي عدسه مفتوحه للنظر على العالم (Perd Lens Song Lok), حيث يتضمن البرنامج رحلات لأكثر من 100 دوله حول العالم،
```
ويبث على القناة الثالثة في تايلند. ومن الجدير بالذكر ان هذه الوثائقيات قد فتحت الكثير من مجالات التجارة والاستثمار في تايلاند وحازت على العديد من الجوائز الإعلامية.
```

## المجال السياسي
في عام 2006 شارك نيتيبوم بأنتخابات مجلس الشيوخ في بانكوك، حيث حصل علئ اعلى نسبه من الاصوات بين المرشحين. السيد ساماك سونتاراويت (Mr. Samak Sundaravej) رئيس وزراء تايلاند فيما بعد، جاء بالمركز الثاني.
```
ورئيس البرلمان التايلندي السابق، ومحافظ بانكوك، ووزراء اخرين حصلوا على نسبه اصوات اقل من نيتيبوم. على الرغم من انه حصل على اعلى نسبه اصوات في المملكة الا انه لم يتمكن من الحصول على موقعه بسبب انقلاب الجيش التايلندي.
بعد الانقلاب عين نيتيبوم من قبل ملك تايلند، بناءً على توصيه من مجلس الأمن القومي إلى الجمعية التشريعية الوطنية التايلنديه. وشغل مناصب عديده مهمه في الجمعية.
```

في عام 2008 أصبح نيتيبوم زعيم لحزب سوفارنابومي لمده عام كامل، وبعد استقالته من قياده الحزب توقف الحزب عن كل نشاطاته.
دعي في عام 2011 للانضمام إلى الحزب التايلندي (Phue Thai Party)
```
وانتخب ليكون نائباً في مجلس النواب التايلاندي، خلال فترة ولايته شغل منصب النائب الأول للجنه مجلس النواب علئ الأراضي والموارد الطبيعية والبيئة 
```

(the First Deputy Chair on the House Committee on Land, Natural Resources and Environment)
في وقت لاحق انتخب من قبل أعضاء مجلس النواب ليكون عضواً في لجنة ألشؤون الخارجية
```
,(the Foreign Affairs Committee) خدم هناك حتى قامت رئيسه الوزراء التالنديه، السيده ينغلاك شيناواترا، بحل البرلمان في 9 ديسمبر 2013.
```

في يناير 2014 شارك في الدورة 21 الانتخابيه في بانكوك (حي Sapansoong وجزء من حي (Pravet ,
```
واعلنت النتائج في 2 فبراير 2014, وقد حقق فوزاً قاطعاً بالأنتخابات على المرشحين السبعة المشاركين من احزاب أخرى مختلفه.
ولكن قامت المحكمة الدستوريه التايلنديه بألغاء نتائج الانتخابات في عموم البلاد مما ادئ إلى عدم تمكنه من شغل منصبه.
```

## الحالهسري الاه
نيتيبوم تزوج مرتين وطلق مرتين. لديه 7 أطفال. 
الابن الأكبر 
1.السيد ناتيبوم نفراتنا، 1980, حاصل على شهاده البكالوريوس في العلاقات الدولية، من جامعة هاواي (Hawaii Pacific University)، الولايات المتحدة الإمريكية، وشهاده الماسترز في الدراسات
الأوروبية، من جامعة شولالونغكورن (Chulalongkorn University)، بانكوك، تايلاند. 
هو سياسي والناطق الرسمي السابق لوزارة الموارد الطبيعية والبيئية.
2.الانسه ميتاوي نفراتنا، 1987, حاصله على شهاده البكالوريوس في فنون الاتصال من جامعه بانكوك
```
(Bangkok University), وشهاده الماجستير في التسويق الإلكتروني & الاعلام، جامعة ميدلسكس
(Middlesex University)، لندن، المملكة المتحدة. 
وهي حاليا مديرة إدارة في إحدى شركات الاعلام الدولية مقرها في بانكوك.
```

3. السيد كونيتي نفراتنا، 1988, حاصل على شهاده البكالوريوس في الاقتصاد & إدارة الأعمال الدولية للأسواق الناشئة، جامعة اوتريخت في العلوم التطبيقية،(Utrecht University of Applied Science (Hogeschool Utrecht)) هولندا. وهو مدير شركة تجارية دولية مقرها في بانكوك.
4.الانسه بالسان نفراتنا، 1990, تدرس حالياً في كليه الحقوق في جامع اسمبشن (Assumption University) 
في بانكوك، تايلاند. وهي مذيعة في برنامج وثائقي تابع لشركة العائلة التي مقرها في بانكوك.
5.الانسه تامولوان نفراتنا، 1991, تدرس في جامعة بكين للمعلمين (Beijing Normal University)، بكين، الصين.
6.الانسه جاتاري نفراتنا (تؤام جيتكارون نفراتنا), 1993, تدرس اللغة الصينية في بكين، الصين.
7. الانسه جيتكارون نفراتنا (تؤام جاتاري نفراتنا), 1993, تدرس العلاقات الفنية في جامعه اسمبشن
(Assumption University) في بانكوك، تايلاند.

## إشارة
1. ↑  Mark Zuckerberg; Eduardo Saverin; Dustin Moskovitz; Chris Hughes, Facebook (بالإنجليزية والصينية التقليدية والصينية المبسطة واليابانية), QID:Q355
2. ↑  ราชกิจจานุเบกษา (بالتايلندية), QID:Q869928
3. ↑  ราชกิจจานุเบกษา (بالتايلندية), QID:Q869928
4. ↑  "Suvarnabhumi Party: a newcomer to the political scene". 24 سبتمبر 2008. مؤرشف من الأصل في 2014-08-11. اطلع عليه بتاريخ 2011-05-21.

## الروابط الخارجية
- Personal Website
- St. Arnaud Secondary College